# 宋秀権
宋 秀権（ソン・スグォン、송수권、1940年3月15日 - 2016年4月4日）は韓国の詩人。全羅南道高興郡出身。

## 略歴
1940年3月15日、全羅南道の高興で生まれる。宋秀權の詩は、既存の無力で自嘲的な恨の情緒ではなくて、恨に内在しているしみじみとした重みのある男性的な力を強調しているという評価をうけている。 また、全羅南道の土俗的な味を活かすのに成功したといえる。歴史意識をもった、民族再生への意志が込められた作品を多く発表した。
2016年4月4日に肺がんにより死去。

## 受賞歴
- 1985年、錦湖文化財団錦湖芸術賞
- 1987年、全羅南道文化賞
- 1988年、素月詩文学賞
- 1990年、国民勲章木蓮章
- 1993年、徐羅伐文学賞
- 1995年、第10回平和文学賞
- 1996年、第7回金達鎮文学賞
- 1999年、第11回鄭芝溶文学賞
- 2003年、第1回永郞詩文学賞
- 2012年、第8回キムサッカッ文学賞

## 主な作品
詩集
- 1980年、『산문에 기대어』(山門に寄りかかって)[3]
- 1982年、『꿈꾸는 섬』(夢見る島)
- 1984年、『아도)』(啞陶)
- 1986年、『새야 새야 파랑새야』(鳥よ、青鳥よ)
- 1988年、『우리들의 땅』(我々の土)
- 1991年、『자다가도 그대 생각하면 웃는다』(寝ているうちも君のことを想うと微笑む)
- 1992年、『별밤지기』(星月夜の番人)
- 1999年、『들꽃세상』(野花畑)
- 1999年、『초록의 감옥』(緑の監獄)
- 2001年、『파천무』(破天舞)
- 2005年、『언 땅에 조선매화 한 그루 심고』(凍える土に朝鮮梅を埋めて)
- 2007年、『시골길 또는 술통』(田舎道あるいは酒だる)

エッセイー
- 1985年、『다시 산문에 기대어』(再び、山門に寄りかかって)
- 1989年、『사랑이 커다랗게 날개를 접고』(愛が大きく翼を畳んで)
- 1990年、『남도 기행』(南島紀行)
- 1998年、『쪽빛 세상』(あい色に染まる世の中)
- 2002年、『만다라의 바다』(曼陀羅の海)